# Pyticara duponti
Pyticara duponti là một loài bọ cánh cứng trong họ Cleridae. Loài này được Spinola miêu tả khoa học năm 1844.